# Koka (restaurang)

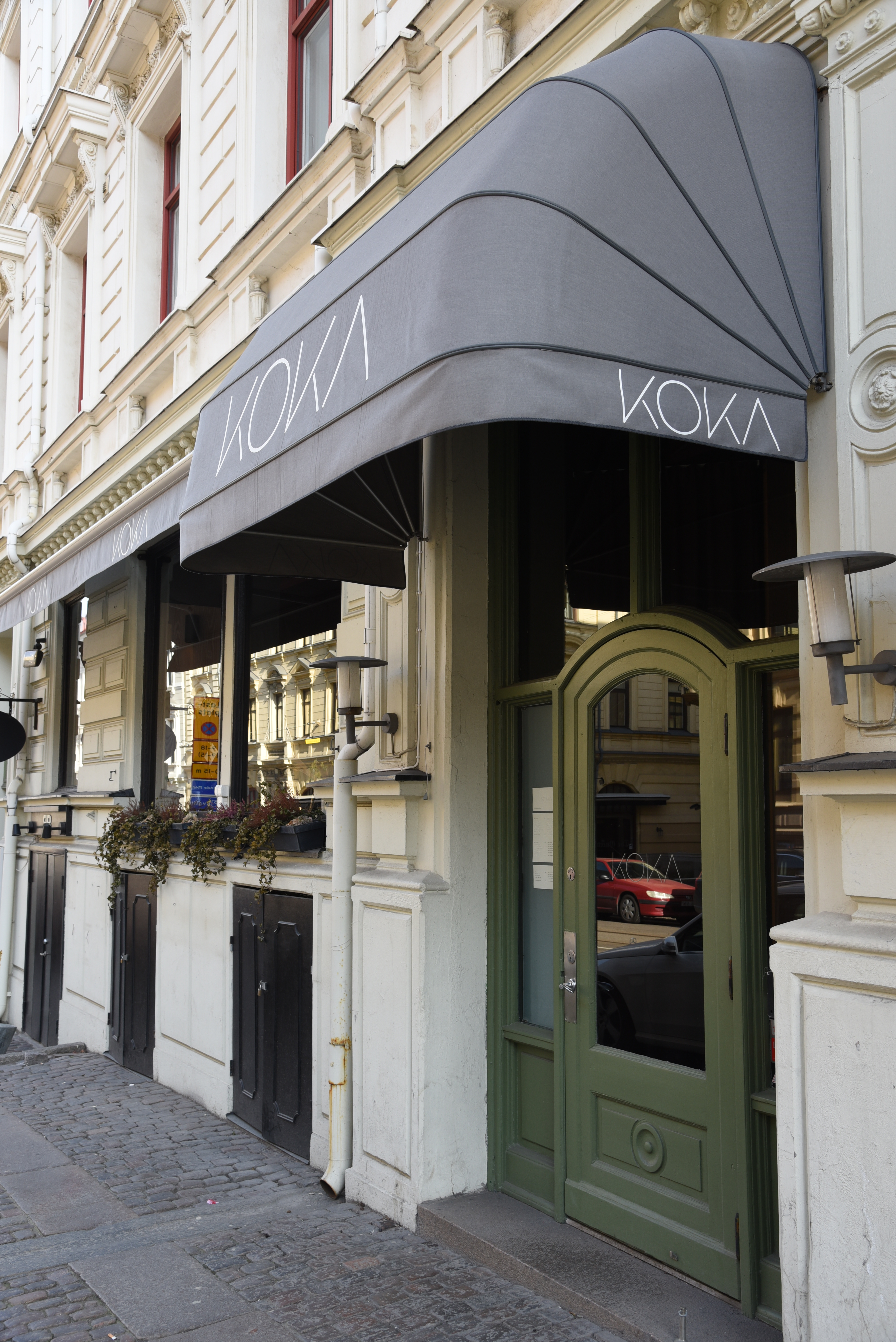
Restaurang Koka.

Koka är en restaurang på Viktoriagatan 12 i stadsdelen Vasastaden i Göteborg.
Restaurangen öppnade 2014, och drivs av Björn Persson. Persson hade tidigare drivit stjärnrestaurangen Kock och Vin på samma adress, men med Koka ville han skapa ett moderniserat och renodlat koncept med en lägre prisnivå. Lokalen rymmer 42 sittande som servera sju, fem eller tre rätter.
Köket har beskrivits som modernt västsvensk.
Koka utsågs till Årets krog av tidningen Restaurang och Storkök i november 2014. I februari 2015 tilldelades den en stjärna i Michelinguiden.